# Roberto Majao
Roberto Majao (Manta, Manabí, 8 de agosto de 1982) es un futbolista ecuatoriano. Juega de Mediocampista y su equipo actual es el Anaconda FC de Ecuador.

## Clubes
| Club            | País    | Año       |
| --------------- | ------- | --------- |
| Green Cross     | Ecuador | 1998-1999 |
| El Nacional     | Ecuador | 2000      |
| Manta F.C.      | Ecuador | 2001      |
| Brasilia        | Ecuador | 2002-2003 |
| Delfín SC       | Ecuador | 2004-2005 |
| Calceta SC      | Ecuador | 2006      |
| Audaz Octubrino | Ecuador | 2007      |
| Delfín SC       | Ecuador | 2008      |
| Deportivo Colón | Ecuador | 2009      |
| Delfín SC       | Ecuador | 2010-2012 |
| Anaconda FC     | Ecuador | 2013-     |